# Årdala församling
Årdala församling var en församling i Strängnäs stift och i Flens kommun i Södermanlands län. Församlingen uppgick 2010 i Bettna församling.

## Administrativ historik
Församlingen har medeltida ursprung och var till 1961 moderförsamling i pastoratet Årdala och Forssa. Från 1962 till 1977 var den moderförsamling i pastoratet Årdala, Forssa, Vadsbro och Blacksta. Från 1977 till 2010 var den annexförsamling i pastoratet Bettna, Årdala, Forssa, Vadsbro och Blacksta. Församlingen uppgick 2010 i Bettna församling.

## Kyrkor
- Årdala kyrka